# Międzyrządowy Komitet Ekonomiczny
Międzyrządowy Komitet Ekonomiczny WNP, ros. Межгосударственный экономический комитет СНГ – powołany w 1994 roku organ WNP podporządkowany Radzie Szefów Państw oraz Radzie Szefów Rządów. Najwyższym organem komitetu jest prezydium.
Najważniejszym jego celem jest wykonywanie prac na rzecz unii gospodarczej państw członkowskich: rozwijanie infrastruktury, harmonizacja rynków.